# Aloeides barbarae
Barbara’s Copper (Aloeides barbarae) là một bướm ngày thuộc họ Lycaenidae. Loài này có ở Nam Phi, ở đó nó is only known from montane Grassland on one hill top between Fairview and the Sheba Mines in Mpumalanga.
Sải cánh từ 22–24 mm đối với con đực và 24–26 mm đối với con cái. Cá thể trưởng thành mọc cánh từ tháng 10 tới tháng 11. Mỗi năm loài này có một thế hệ.